# Исидор Скитски
Свети Исидор Скитски (умро око  390) је био египатски хришћански свештеник из 4. века и пустињски подвижник.
Исидор је био један од пустињских отаца и био је пратилац светог Макарија Великог. Јован Касијан га помиње као вођу једне од четири монашке заједнице Скита. Римски мартирологиј описује блаженог Исидора као чувеног по светости живота, вере и чудеса.
По неким изворима Пафнутије је био ђакон, кога су због његових монашких врлине хтали да рукоположе презвитера, али он прихватио хиротонију из поштовања, и остао је ђакон. На томе је један старац позавидео. Једном, када су се сви молили у цркви, он је одлазио бацио његову књигу у келију аву Пафнутија и обавестио аву Исидора да му је један од браће  украо књигу. Ава Исидор се зачудио и рекао да се тако нешто никада није догодило у испосници. Старац који је бацио кривицу на њега је рекао: „Пошаљи са мном два оца да претраже ћелије”. Тај старац их је одвео најпре у друге келије, а најзад у келију аве Пафнутија и тамо пронашао књигу. Донео је књигу пред свима у цркву.
Ава Пафнутије пред свима поче да се каје, говорећи ави Исидору:„Згрешио сам, дај ми епитимију“. Наложио му је епитимију три недеље да се не причешћује и да дође у цркву да пре тога падне на колена и каже: "Опрости ми, сагрешио сам!"
После три недеље је примљен у причест, и старац који га је оклеветао почео да бесни и признао је: „Оклеветао сам слугу Божијег”. Тада је цела црква почела да се моли за њега, али није оздравио. Велики Исидор рече пред свима ави Пафнутију: „Моли се за њега; јер оклеветао те је и само од тебе ће се излечити“. Када се Пафнутије помолио за старца, старац се одмах опоравио.
Исидор Скитски се у цркви празнује 15. јануара.